# 史密斯獎
史密斯獎（英語：Smith's Prize）由英國劍橋大學頒發，获奖對象是理論物理學家、數學家，以及應用數學家。
過去得獎者包括詹姆斯·克拉克·麥克斯韋、约瑟夫·汤姆孙、高德菲·哈羅德·哈代、艾伦·图灵、弗雷德·霍伊尔、傑弗里·泰勒和亚瑟·爱丁顿。